# Thyra Danebod

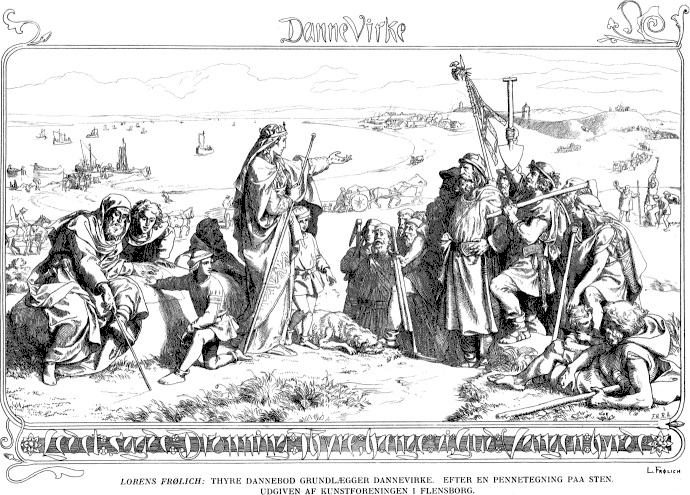
Thyra Danebod ordena la construcción del Danevirke. Obra de Lorenz Frølich.

Thyra Danebod (884 - 935) fue una reina consorte de Dinamarca en el siglo X. Era hija del caudillo vikingo Harald Klak, esposa del rey Gorm el Viejo y madre de Knút Gormsson y Harald Blåtand (Harald Diente-Azul).
Su nombre nos es revelado por los textos de las piedras de Jelling. El nombre es sugerido por las dos últimas palabras en la piedra más pequeña: "Danmarks bod". Sin embargo, es incierto si estas palabras se referían a ella o a su esposo, Gorm.
Se sabe que su marido falleció después que ella, pero es incierta la fecha de su muerte. Habría nacido a principios del siglo X. Su marido fue sepultado en Jelling al lado de ella.

## Leyendas
- Una leyenda reza que Thyra pidió antes de aceptar casarse con Gorm, que este construyera una casa nueva, allá durmiera las tres primeras noches de invierno y le contara los sueños que tuviera. Los sueños habrían sido posteriormente contados el día de la boda y se asemejaban a los del faraón, tal como eran interpretados en el Génesis, por José.

- Dice el pueblo que la hija de Thyra fue capturada por duendes y llevada hacia un reino en el norte lejano, más allá de Halogaland y Bjarmaland.